# 瀑布图

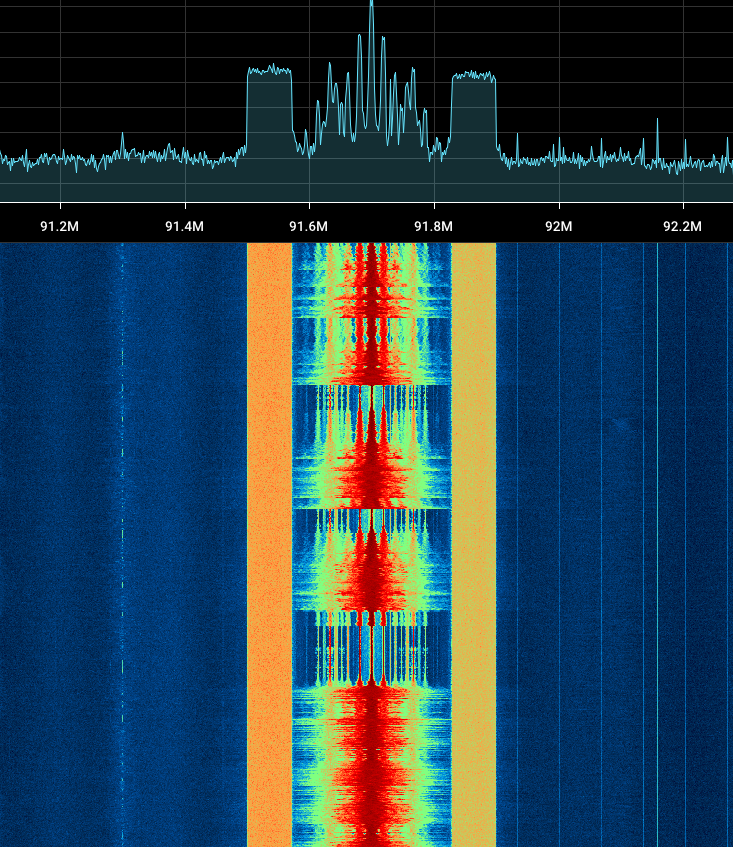
在SDRpp频谱图上可以看到91.7MHz的FM电台广播

瀑布图通常用于显示二维现象如何随时间变化。三维频谱瀑布图是一种同时显示多条数据曲线（通常是光谱）的图形。通常这些曲线在屏幕上被逐层错开，且在垂直方向上也有偏移，使得先生成的曲线会遮挡住后生成的曲线。结果就是一系列并排的山形的图。瀑布图经常用于显示二维信息随时间或其他变量（如轉速）的变化情况，还常用于描绘频谱图或累积频谱衰减。

## 用途
- 频谱密度估计的结果，显示信号在连续时间间隔内的频谱。
- 通过脉冲响应测试或MLSSA产生的扬声器或听音室的延迟响应。

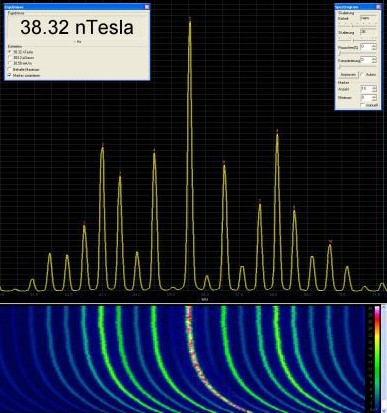
该图的上半部分显示了采用扩频技术的现代开关电源的频谱。下半部分是一个瀑布图，展示了电源在升温过程中频谱随时间的变化情况。

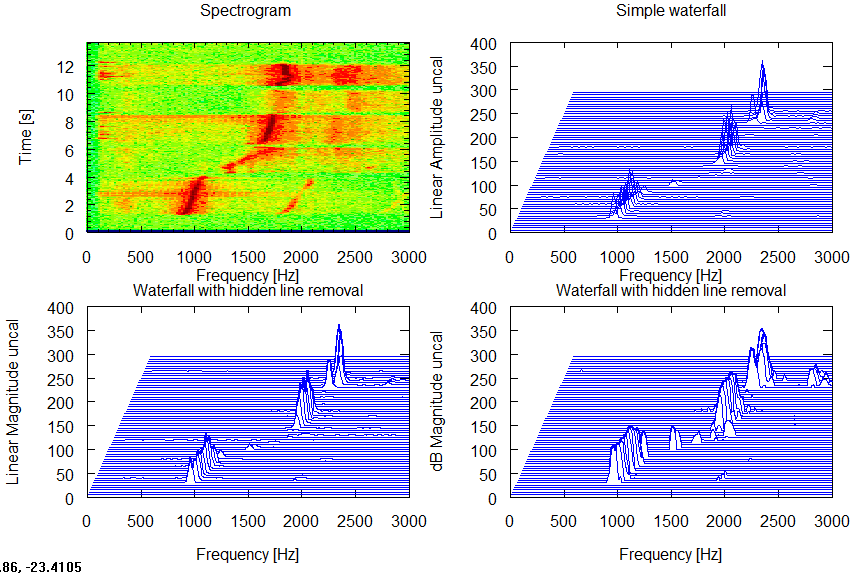
频谱图以及三种样式的瀑布图，展示了一段三音符哨声序列随时间的变化。

- 测试发动机时在不同转速下的频谱。